# اسکوهریز
اسکوهریز (به فرانسوی: Esquéhéries) یک کمون (فرانسه) در فرانسه است که در ان (ا-دو-فرانس) واقع شده‌است. اسکوهریز ۱۶٫۲۱ کیلومتر مربع مساحت دارد ۱۸۲ متر بالاتر از سطح دریا واقع شده‌است.